# ماونت لوک آوت (ویرجینیای غربی)
ماونت لوک آوت (به انگلیسی: Mount Lookout) یک منطقهٔ مسکونی در ایالات متحده آمریکا است که در شهرستان نیکولاس، ویرجینیای غربی واقع شده‌است. ماونت لوک آوت ۵۹۸٫۹۴ متر بالاتر از سطح دریا واقع شده‌است.